# Радивоје Милетић
Радивоје Милетић (Штовић, код Фоче, 6. децембар 1947) бивши је официр Југословенске народне армије, генерал Војске Републике Српске и генерал Војске Југославије. Оптужен је пред Међународним кривичним судом за бившу Југославију за ратне злочине у Сребреници.

## Младост и образовање
Рођен је од оца Митра и мајке Јоке. Основну школу завршио је 1963. године, средњу техничку школу 1967. године и Војну академију смер противваздушна одбрана 1971. Ожењен је и у браку са супругом Вицом и имају двоје деце и четворо унучади.

## Војничка каријера
Произведен је у чин потпоручника 22. јула 1971. године. Најпре је обављао дужност командира вода у Школском центру противваздушне одбране у Задру, затим командира ракетне батерије у истом граду, те био наставник на Катедри противваздушне одбране у Школском центру противваздушне одбране од 1977. до 1982. године. У чин поручника унапређен је 1974, да би већ 1976. ванредно унапређен у чин капетана.
Командно-штабну академију Копнене војске завршио је 1982. године. Начелник класе Војне академије у Школском центру противваздушне одбране у Задру био је од 1982. до 1985. године. У периоду од 1985. до 1986. године, био је командант Средње војне школе ПВО у Школском центру ПВО у Задру, те начелника штаба ракетног пука противваздушне одбране све до 1988. године. У истом граду обавља дужност и команданта ракетног пука противваздушне одбране од 1988. до 1991. године.
Чин мајора стекао је 1983. године, а у чин потпуковника унапређен је 1987. године, у својој 39. години живота.
Ратну школу је завршио 1991. године. Био је и наставник на Катедри стратегије у Ратној школи у Београду од 1991. до 1992. године.

## Генерал Војске Републике Српске
У чин пуковника унапређен је 1992. године. Учесник је одбрамбеног рата од 9. новембра 1991. до 14. децембра 1995. године.
У јулу месецу 1992. године се прикључује Главном штабу Војске Републике Српске у Црној Ријеци. Именован је за начелника одељења за артиљеријско-ракетне јединице противваздушне одбране у Управи за ваздухопловство и противваздушну одбрану Главног штаба ВРС. У том својству помогао је оснивање артиљеријско-ракетног батаљона ПВО 65. Заштитног пука. Због показане склоности ка оперативном раду, убрзо је премештен у Управу за оперативно-наставне послове Главног штаба ВРС. У јулу месецу 1993. године постављен је за начелника Управе за оперативно-наставне послове Главног штаба ВРС и ту дужност је обављао све до краја 1996. године. Управа за оперативно-наставне послове Главног штаба ВРС се састојала из три организационе јединице: Одељење за оперативне послове, Одељење за наставне послове и Оперативног центра. Дужност оперативца у свакој команди је немерљива, а, тада пуковник, Радивоје Милетић се показао као врло способан и сналажљив оперативац. У одсуству генерала Миловановића, по овлашћењу, он је обављао послове начелника Главног штаба ВРС као најстарији официр у штабном сектору.
У чин генерал-мајора унапређен је 16. јуна 1995. године у својој 47 години живота.

## Генерал Војске Југославије
Као припадник Војске Југославије учествовао је у одбрани земље за време НАТО агресије на СРЈ од 24. марта до 26. јуна 1999. године. Пензионисан је 31. јануара 2000. године у својој 52 години живота. Аутор је више студија које се односе на потребе војске.

## Оптужница Хашког трибунала
Оптужен је од стране Хашког трибунала након чега је добровољно отпутовао у Хаг и од фебруара месеца 2005. године се налази у притвору овог суда. Пред претресним већем Хашког трибунала је осуђен за злочине против човечности и осуђен на казну затвора у трајању од 19 година. Осуђен је за „предвидљиво ситуационо убијање“ након заузимања енклава Сребренице и Жепе. Сама пресуда обилује нелогичностима и контрадикторностима тако да следи правна борба пред Жалбеним већем Хашког трибунала.
Генерал Радивоје Милетић носилац је следећих одликовања: Орден за војне заслуге са сребрним мачевима, Орден Народне армије са сребрном звездом, Орден за војне заслуге са златним мачевима, Орден рада са златним венцем и Сребрна плакета поводом дана РВ и ПВО.